# Кирдячкин, Андрей Геннадьевич
Андрей Геннадьевич Кирдячкин (род. 5 апреля 1990, Новосибирск, СССР) — российский профессиональный баскетболист, играющий на позиции тяжёлого форварда. Выступает за баскетбольный клуб «Новосибирск».

## Карьера
Родился и вырос Новосибирске. Первый тренер — Валентина Ивановна Кухаренко. На протяжении трех лет был игроком новосибирского клуба «Сибирьтелеком-Локомотив». Перед началом сезона 2010/2011 получил травму – перелом ноги. Восстановился только к самому старту чемпионата. По ходу сезона новосибирский клуб находился в тяжёлом финансовом положении, поэтому, в январе 2011 года, Андрей согласился на переезд в «Нижний Новгород». Проведя остаток сезона в нижегородской команде, сезон 2011/2012 Кирдячкин начал в аренде в БК «Рязань».
Перед началом сезона 2013/2014 «Нижний Новгород» вернул игрока после двухгодовой аренды. Но в октябре 2013 года игрок и клуб расторгли контракт.
С ноября 2013 года выступал за «Самара-СГЭУ». В сезоне 2014/2015 являлся капитаном команды. 14 апреля 2015 года, стал первым игроком в истории самарского клуба, который набрал 1000 очков в составе команды. Всего за два сезона на счету Кирдячкина 1065 очков за «Самара-СГЭУ» – это лучший результат в новейшей истории команды.
В июне 2015 года вновь стал игроком «Нижнего Новгорода», подписав двухлетний контракт. В сезоне 2016/2017 в 4 матчах Единой лиги ВТБ набирал 1,3 очка за 2,5 минуты. В январе 2017 года Кирдячкин и нижегородский клуб пришли к взаимному согласию по досрочному расторжению контракта.
В том же месяце Кирдячкин перешёл в «Спартак-Приморье», в составе которого стал бронзовым призером Суперлиги-1.
В июне 2017 года подписал контракт с «Новосибирском». В сезоне 2017/2018 стал бронзовым призёром Кубка России.
В июне 2018 года продлил контракт с новосибирским клубом ещё на 1 год.
В сезоне 2020/2021 Кирдячкин стал победителем Кубка России и бронзовым призёром Суперлиги-1.

## Личная жизнь
21 ноября 2015 года Андрей женился на Виктории Ворогушиной. Когда молодожёны отправлялись в ЗАГС из дома, в этот момент сломался лифт. В лифте с 14 этажа спускались родители и свидетели, у которых находились паспорта и кольца. В результате молодожёны опоздали на регистрацию, которая была назначена на 15:00. Им удалось договориться о переносе времени регистрации.

## Достижения
- Серебряный призёр Суперлиги: 2009/2010
- Бронзовый призёр Суперлиги-1 дивизион (5): 2008/2009, 2011/2012, 2016/2017, 2020/2021, 2021/2022
- Обладатель Кубка России: 2020/2021
- Серебряный призёр Кубка России: 2019/2020
- Бронзовый призёр Кубка России (2): 2017/2018, 2018/2019

## Статистика
| Сезон                                                                                   | Команда         | Лига            | GP | GS | MPG | FG%  | 3P%  | FT%  | RPG | APG | SPG | BPG | PPG |  |
| 2015/16                                                                                 | Все клубы       | Все лиги        | 43 | 1  | 7,6 | 44,0 | 24,1 | 44,8 | 1,4 | 0,4 | 0,0 | 0,2 | 2,3 |  |
| 2015/16                                                                                 | Нижний Новгород | Единая лига ВТБ | 27 | 1  | 8,2 | 41,8 | 21,7 | 43,8 | 1,6 | 0,5 | 0,0 | 0,1 | 2,5 |  |
| 2015/16                                                                                 | Нижний Новгород | Кубок Европы    | 16 | 0  | 6,5 | 50,0 | 33,3 | 46,2 | 1,0 | 0,3 | 0,1 | 0,2 | 2,0 |  |
| 2016/17                                                                                 | Нижний Новгород | Единая лига ВТБ | 4  | 0  | 2,5 | 66,7 | 50,0 | 0,0  | 0,5 | 0,0 | 0,0 | 0,0 | 1,3 |  |
|                                                                                         |                 | Всего           | 47 | 1  | 7,1 | 44,7 | 25,8 | 44,8 | 1,3 | 0,4 | 0,0 | 0,1 | 2,2 |  |
| Наведите курсор мыши на аббревиатуры в заголовке таблицы, чтобы прочесть их расшифровку |                 |                 |    |    |     |      |      |      |     |     |     |     |     |  |